# Exocentrus x-ornatus
Exocentrus x-ornatus là một loài bọ cánh cứng trong họ Cerambycidae.